# Nico Hülkenberg
Nicolas Hülkenberg, mais conhecido como Nico Hülkenberg (Emmerich am Rhein, 19 de agosto de 1987) é um automobilista alemão que atualmente compete na Fórmula 1 pela equipe Sauber. Ele estreou em 2010 pela equipe Williams, tendo passagens pelas equipes Sauber, Force India, Renault, Racing Point, Aston Martin e Haas.  Ele também venceu as 24 Horas de Le Mans de 2015.

## Biografia
Nicolas Hülkenberg nasceu em Emmerich am Rhein, que fica na Renânia do Norte-Vestfália, Alemanha Ocidental, e é filho de Klaus Dieter e Susanne Hülkenberg. Seu pai é dono de uma empresa de transportes que leva o sobrenome da família, e Nico, como é conhecido pelo mundo, chegou a ser treinado para assumir os negócios. Desde 2021, Hülkenberg é casado com a lituana Eglė Ruškytė, designer do ramo da moda, e eles têm uma filha chamada Noemi.

## Carreira
Hülkenberg fez sua estreia de kart em 1997, aos 10 anos de idade. Em 2002, foi Campeão Alemão de Kart Júnior e no ano seguinte ganhou o Campeonato Alemão de Kart.
Hülkenberg foi anteriormente gerenciado por Willi Weber, o gerente de longa data de Michael Schumacher. Weber previu que Hülkenberg estaria pronto para a Fórmula 1 até 2008. Ele também elogiou Hülkenberg como um "talento inacreditável" e disse que ele lembrou Schumacher é um jovem piloto. Ele também afirmou que ele o apelidou de "The Hulk", depois do super-herói fictício, em referência a Hülkenberg mudando sua personalidade ao volante.

### Formula BMW
Hülkenberg fez sua estreia na Fórmula BMW da Alemanha em 2005, dominando o campeonato e ganhando o título confortavelmente. Terminou em primeiro na final do mundo da fórmula BMW, mas perdeu a vitória depois que foi reivindicado que tinha feito brake test (teste de freios) em seus rivais durante um período do carro da segurança.

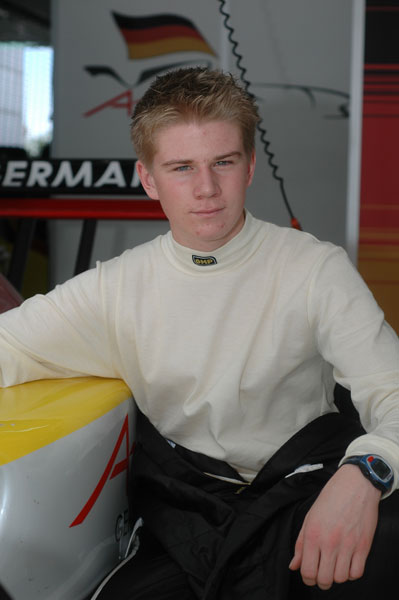
Hülkenberg em 2006

### A1 Grand Prix
Em 2006, Hülkenberg se juntou à equipe alemã da A1 Grand Prix para a temporada 2006–07. Nove vitórias em sua temporada de estreia fizeram dele o piloto mais bem-sucedido da história da A1GP. Isso significava que ele quase sozinho venceu o campeonato da Alemanha com 128 pontos, 35 mais do que a Nova Zelândia.

### Fórmula 3
Hülkenberg terminou em quinto lugar no Campeonato Alemão de Fórmula Três (ATS Formel 3 Cup) em 2006, com quase a metade dos pontos do campeão Ho-Pin Tung. Em 2007, mudou para a Fórmula 3 Euro Series com a equipe ASM, sendo companheiro de Romain Grosjean, Kamui Kobayashi e Tom Dillmann. A equipe era a mesma que levou Lewis Hamilton e Paul di Resta para os dois últimos títulos, e o alemão buscava igualar o feito. A primeira vitória de Hülkenberg chegou em Norisring, com ele saindo do 18º lugar. Ele voltou a vencer na chuva em Zandvoort, adicionou um terceiro triunfo em Nürburgring e um quarto em . Mas ele teve problemas em Magny-Cours, sendo penalizado na qualificação para passar a bandeira quadriculada duas vezes, e por bater em Filip Salaquarda na corrida. Assim, ele se classificou em terceiro lugar, com 72 pontos, ficando abaixo do vice-campeão Sébastien Buemi por 23 pontos e do campeão Romain Grosjean por 34 pontos.
Mas Hülkenberg venceu o Masters de Fórmula 3, corrida extracampeonato realizada em Zolder, ao superar seu companheiro de equipe (e eventual campeão da F3 Euro Series) Grosjean, depois que o francês ficou parado durante a largada.
Hülkenberg venceu o campeonato da Fórmula 3 Euro Series em 2008. Ele acumulou 76 de seu total de 85 pontos durante as corridas longas dos sábados, levando sete vitórias no total e superando o vice Edoardo Mortara por 35,5 pontos.

### GP2 Series
Hülkenberg estreou na GP2 Asia Series pela equipe ART Grand Prix na terceira rodada da temporada 2008-09 no Barém, onde assumiu a pole position em sua primeira tentativa. Ele terminou ambas as corridas em quarto lugar e isso o deixou em sétimo lugar no campeonato. Seu segundo fim de semana de corrida no Catar, viu-o se tornar o primeiro pole-sitter noturno da corrida, e prontamente transformou-se no primeiro vencedor da corrida sob as luzes após um desempenho dominante. Tal foi o seu desempenho que ele acabou mais de treze segundos de distância do segundo colocado Sergio Pérez. Ele terminou em terceiro lugar na corrida, levando seus pontos do campeonato para 27 com apenas quatro corridas. Apesar disso, ele terminou em sexto lugar no campeonato, com apenas um ponto de vantagem para o sétimo colocado Pérez, mas com um de desvantagem para o quinto colocado Vitaly Petrov.

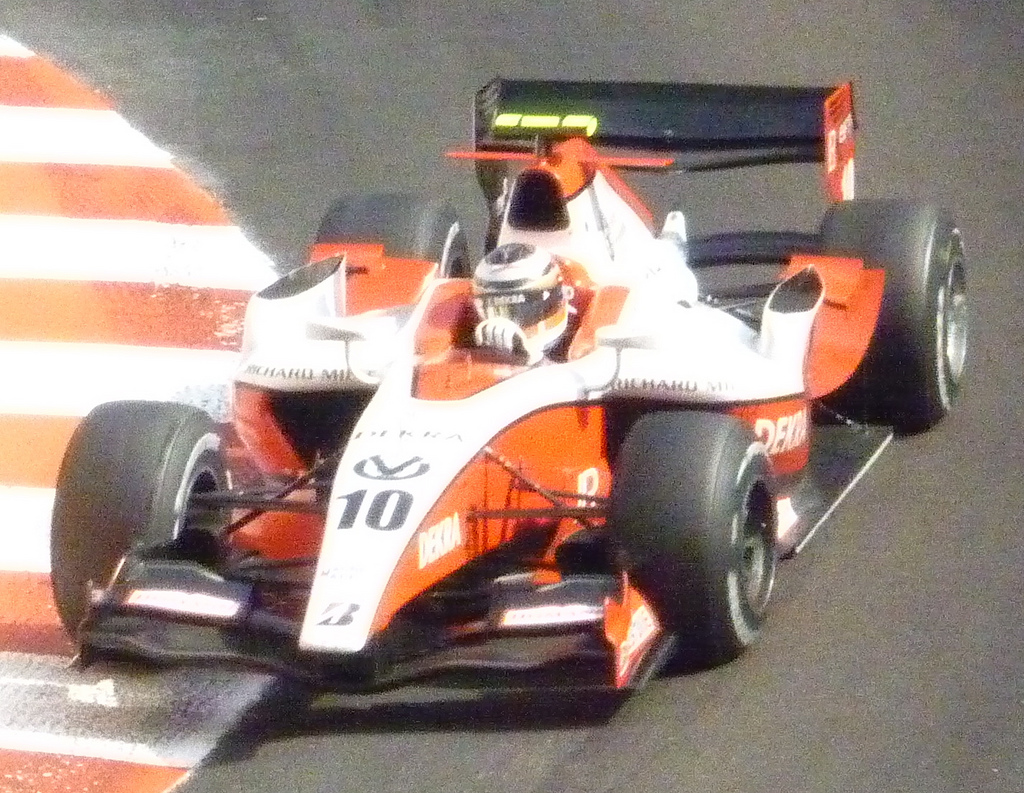
Hülkenberg na etapa de Mônaco da GP2 Series

Hülkenberg continuou com a ART na GP2 Series em 2009, em parceria com o venezuelano Pastor Maldonado, e obteve a sua primeira vitória de forma dominante, durante a sua ronda de casa da série na Alemanha. Com a inversão do grid entre os oito primeiros colocados, Hülkenberg começou em oitavo para a corrida curta, que ele também venceu, tornando-se o primeiro piloto a triunfar nas duas corridas da rodada dupla desde Giorgio Pantano em Monza na temporada de 2006. Ao fazê-lo, tornou-se apenas o segundo piloto a completar a varredura limpa, com pole position, duas voltas mais rápidas e duas vitórias, igualando as conquistas de Nelson Piquet Jr. em Hungaroring, também em 2006. Hülkenberg assumiu a liderança a partir daí, vencendo também na Hungria e em Valência, e conquistou o título com duas corridas de sobra, depois de um terceiro lugar na corrida sprint da Itália, ficando abaixo dos brasileiros Luiz Razia e Lucas di Grassi. O resultado deixou-o com uma liderança inatacável de 22 pontos para a rodada final, e no processo, Hülkenberg se tornou o primeiro piloto a conquistar o campeonato antes da última rodada. Uma quinta vitória seguiu-se no Autódromo Internacional do Algarve, permitindo que Hülkenberg rompesse a barreira de 100 pontos, superando o vice Vitaly Petrov por 25 pontos. Digno de nota é que Hülkenberg terminou a temporada com 64 pontos de vantagem sobre seu companheiro de equipe Pastor Maldonado, que mais tarde o substituiria na Williams para a temporada de Fórmula 1 de 2011.

## Fórmula 1

### Williams (2010)

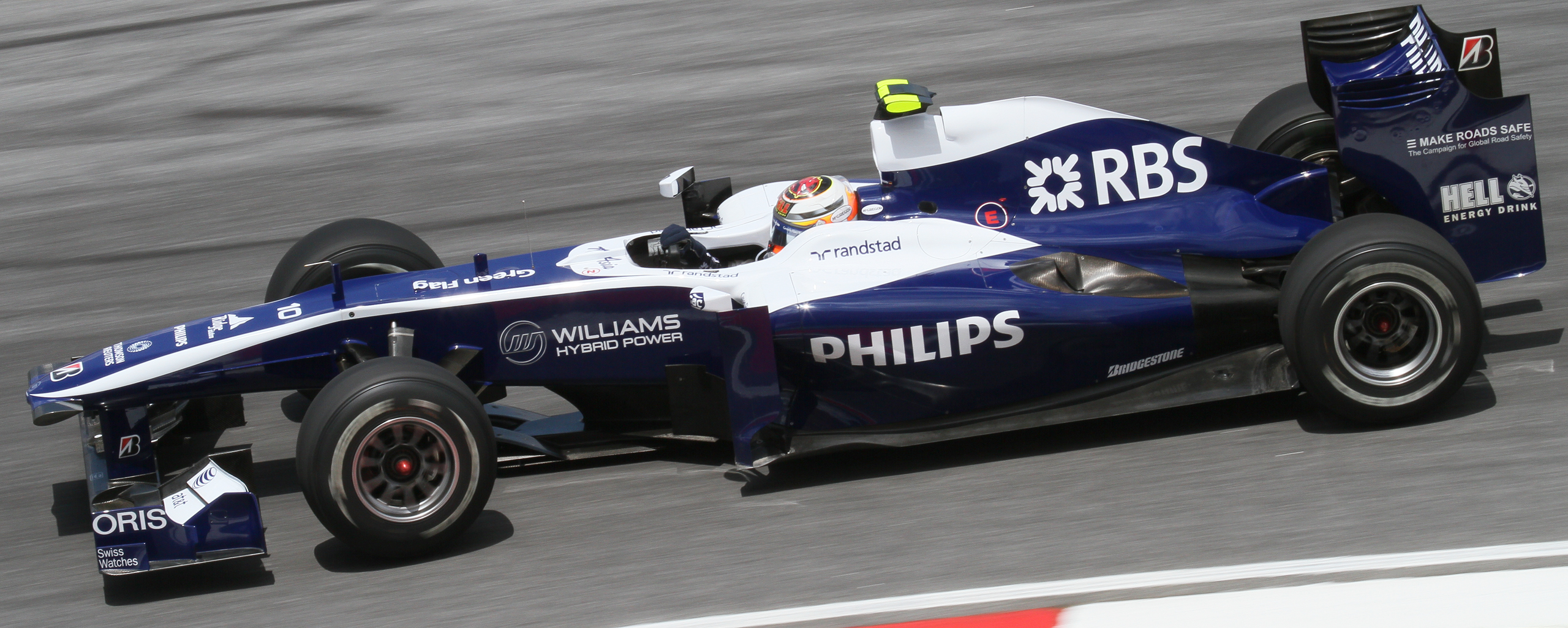
Hülkenberg durante o Grande Prêmio da Malásia de 2010 na Williams

Em 2 de novembro de 2009, Hülkenberg foi anunciado como piloto titular da Williams durante a temporada de 2010, correndo ao lado do veterano brasileiro Rubens Barrichello.
Em 6 de novembro de 2010, Hülkenberg conquistou pela primeira vez em sua carreira na Fórmula 1 uma pole position, no Grande Prêmio do Brasil, décima oitava corrida da temporada de 2010. No entanto, durante a corrida não conseguiu manter o desempenho, terminando na oitava posição. No final da temporada, Hülkenberg acumulou 22 pontos, menos da metade do que Barrichello conquistou, e foi dispensado da equipe.

### Force India (2012)

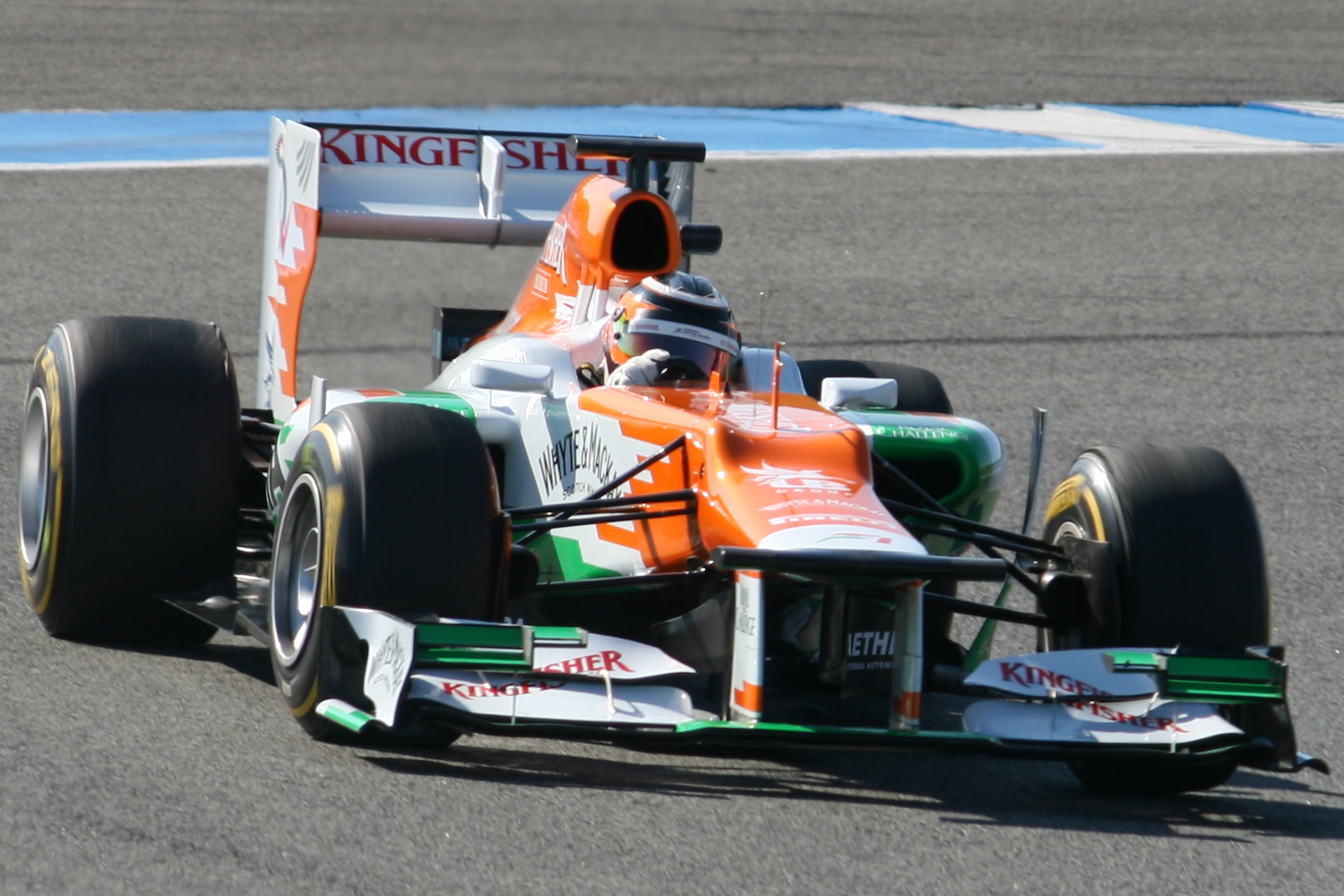
Hülkenberg durante os testes em Jerez, em 2012

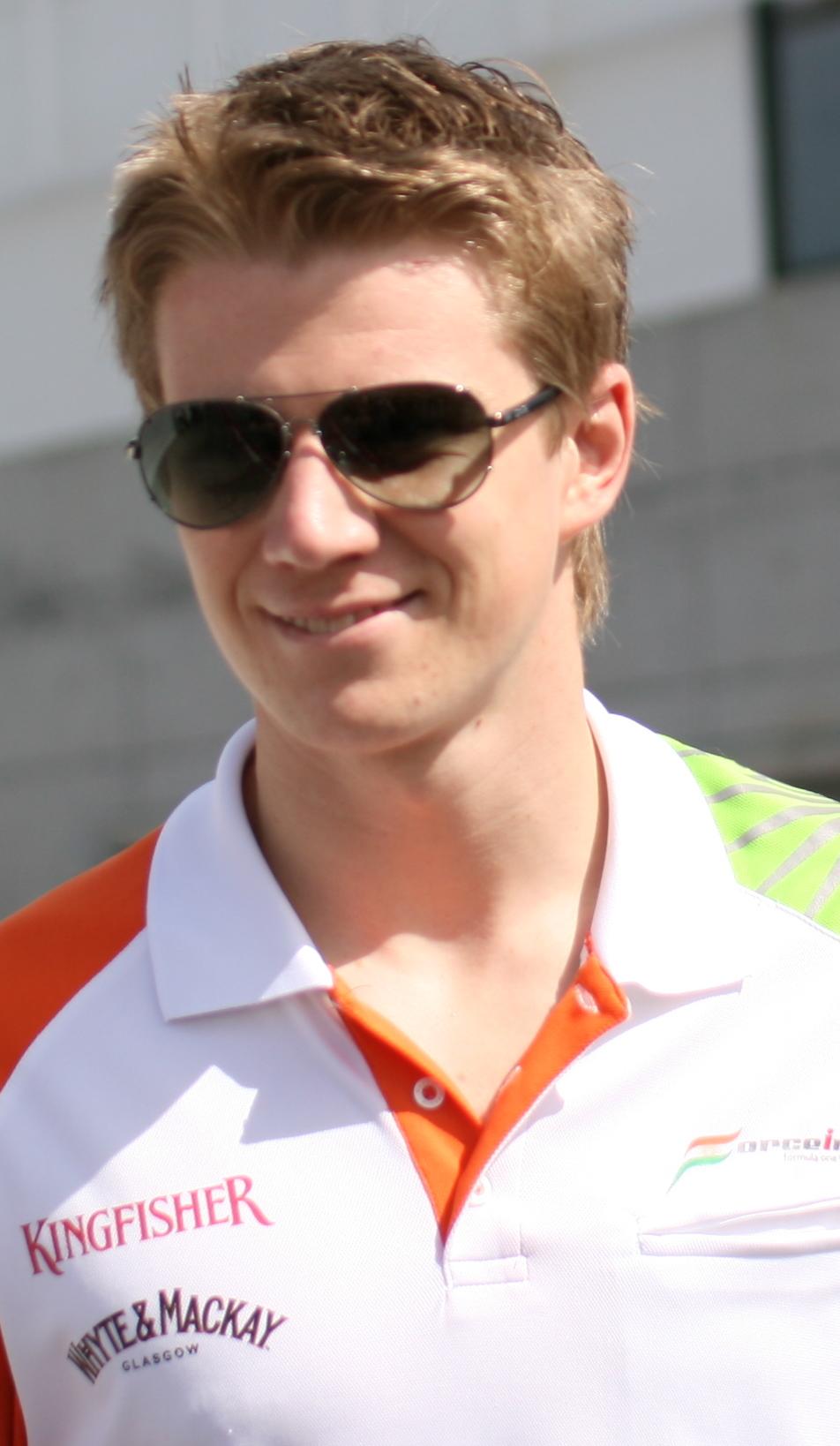
Hülkenberg em 2011

Em 26 de janeiro de 2011, Hülkenberg foi confirmado como piloto reserva da equipe Force India, já que as vagas de titulares já estavam ocupadas por seu compatriota Adrian Sutil e pelo britânico Paul di Resta. Ao final da temporada, a equipe o confirmou como titular da equipe para a temporada de 2012, ao lado de Di Resta.
Em 25 de novembro de 2012, Hülkenberg tinha tudo para alcançar sua primeira vitória na carreira. Na 55ª volta, a garoa caindo em Interlagos, no Grande Prêmio do Brasil, o alemão colidiu com Hamilton, quando a traseira do carro de Hülkenberg deslizou para fora ao tentar ultrapassá-lo no início do "S do Senna". O Force India de Hülkenberg acertou a suspensão dianteira esquerda da McLaren, resultando no abandono do inglês e a punição com um drive-through para o alemão do carro #12. Hülkenberg terminou-a em 5º lugar, decepcionado pela chance de vitória perdida. Assim, seu melhor resultado no ano foi o quarto lugar no GP da Bélgica. Ele terminou 2012 em décimo primeiro lugar no campeonato de pilotos, com 63 pontos, dezessete a mais do que Di Resta.

### Sauber (2013)

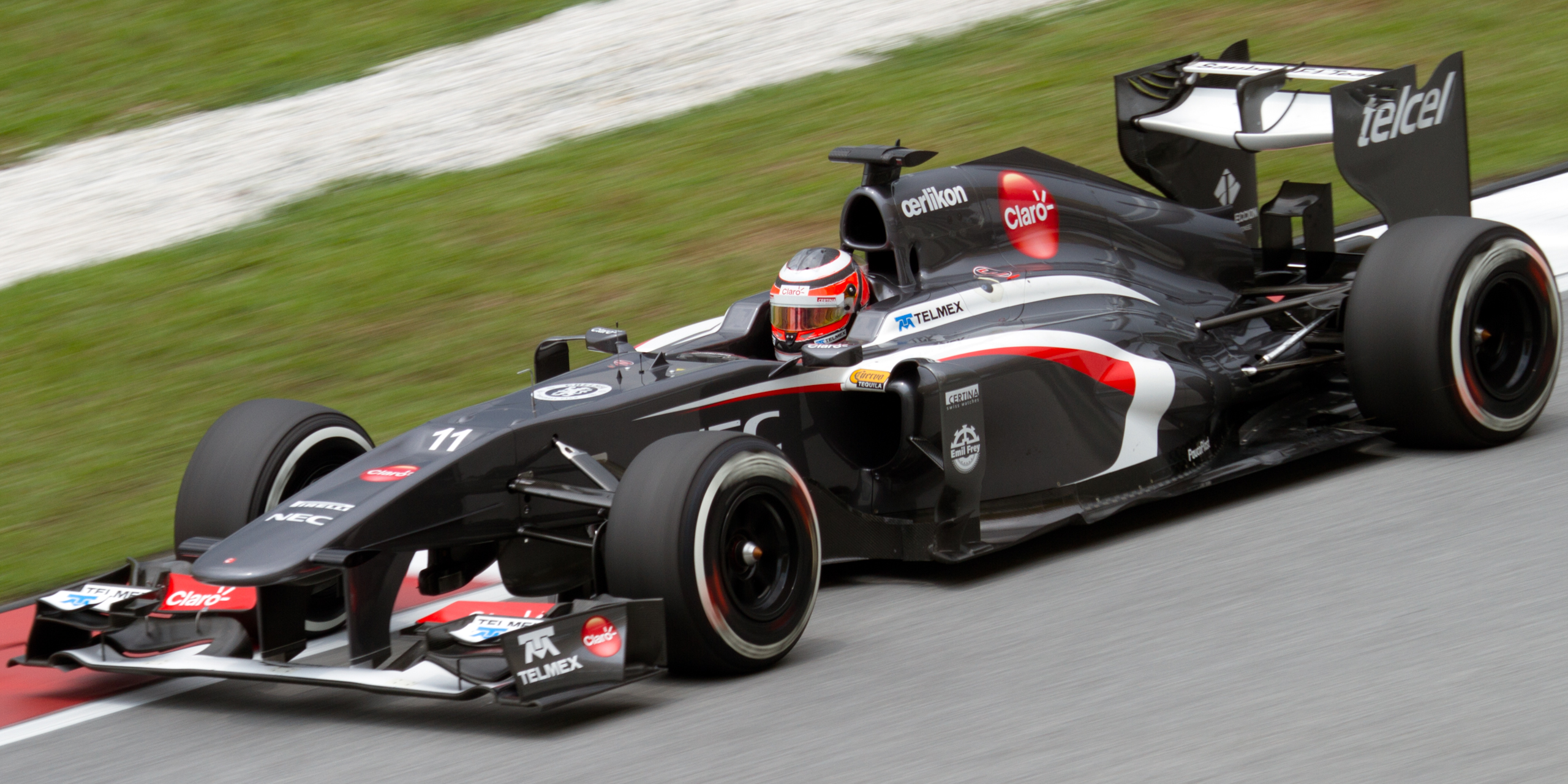
Hülkenberg guiando a Sauber no Grande Prêmio da Malásia de 2013

Em 2013, mudou-se para a Sauber, substituindo Sergio Pérez, e tendo como companheiro o novato mexicano Esteban Gutiérrez, que substituiu o japonês Kamui Kobayashi. A mudança foi vista como uma ascensão para Hülkenberg, já que a Sauber tinha conquistado vários pódios na temporada anterior. Mas o Sauber C32 se mostrou inferior ao C31 de 2012, e o alemão continuou batalhando no pelotão do meio. Seu melhor resultado foi o quarto lugar na Coreia do Sul, e Hulk classificou-se em décimo lugar na temporada, acumulando 51 pontos. Em entrevistas posteriores, Hülkenberg classificou sua ida para a Sauber como um dos fatores que prejudicaram sua carreira.

### Retorno para a Force India (2014–2016)

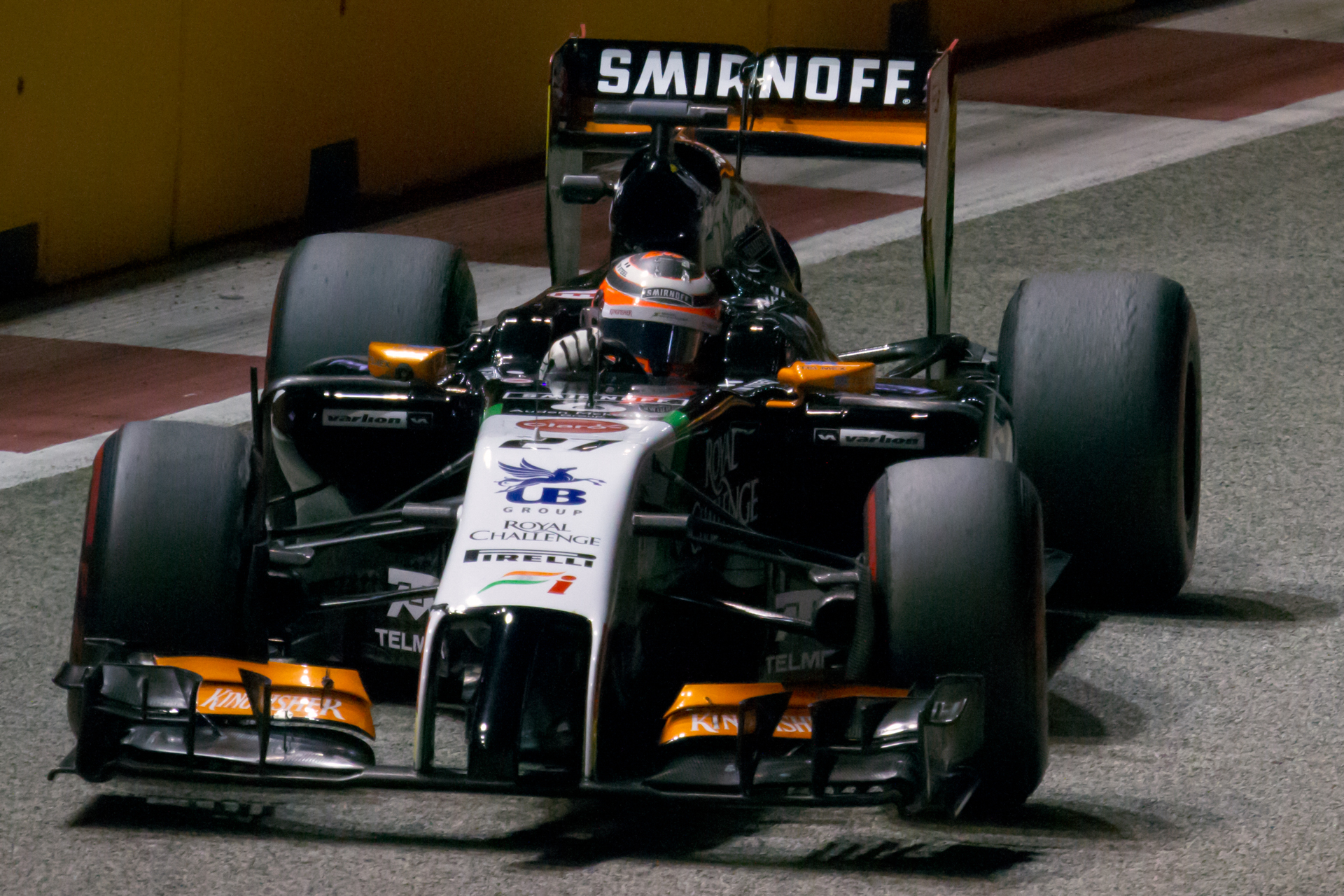
Hülkenberg durante o Grande Prêmio de Singapura de 2014 na Force India

Retornou a Force India em 2014, já que a equipe dispensou sua dupla de pilotos, Di Resta e Sutil. Nico voltou a ter um piloto mexicano como companheiro de equipe, mas agora era Sergio Pérez, que vinha de uma passagem malsucedida na McLaren. Apesar de Pérez ter conseguido o único pódio da equipe no ano, Hülkenberg o superou em pontos (94 a 56 pro alemão, que ficou em 9º), por ser mais constante na zona de pontuação e só ter abandonado duas etapas, enquanto Pérez abandonou quatro.
Em outubro de 2014, seu contrato foi renovado até o fim da temporada de 2015. Dessa vez, Pérez o superou no campeonato de pilotos, sendo impulsionado pelo terceiro lugar na Rússia. Hülkenberg terminou o ano em décimo, somando 58 pontos, vinte a menos do que Pérez. Mesmo assim, em 1 de setembro de 2015, a equipe prolongou seu contrato até o fim da temporada de 2017.
2016 parecia promissor para a Force India, com Hülkenberg chegando a liderar um dos dias de testes de pré-temporada. Mas quando a temporada começou a equipe voltou a enfrentar problemas. O alemão repetiu seu melhor resultado de 2012 neste ano, voltando a ficar em quarto lugar na Bélgica. Mas ele viu Pérez fazer dois pódios e encerrar a temporada acima dele mais uma vez, com Hulk ficando em nono no campeonato de pilotos e computando 72 pontos, 29 abaixo do mexicano.

### Renault (2017–2019)

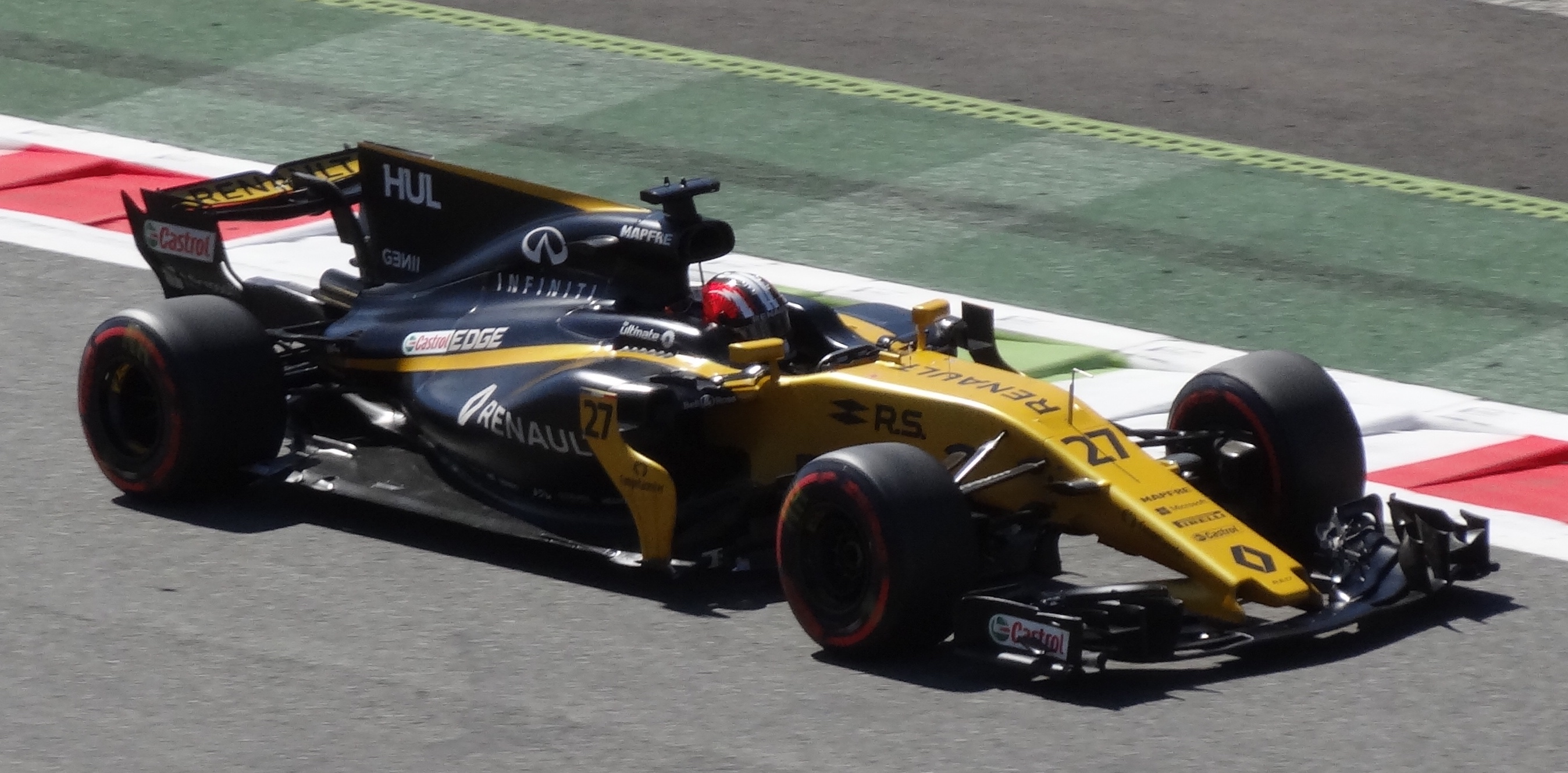
Hülkenberg no Autódromo de Monza em 2017

A equipe Renault visava iniciar o processo de reconstrução da equipe para que futuramente, pudesse brigar por pódios, vitórias e títulos. Assim, a equipe francesa anunciou Hülkenberg como substituto do dinamarquês Kevin Magnussen na temporada 2017. Ele começou tendo Jolyon Palmer como companheiro, mas devido ao mau desempenho do britânico, a Renault o trocou por Carlos Sainz Jr. antes do final da temporada. Hülkenberg sabia desde o início que teria dificuldades em pontuar pela Renault e que os resultados maiores demorariam a vir, mesmo assim, terminou 2017 em décimo, somando 43 pontos.
Em 2018, Hülkenberg se consolidou como um dos melhores nomes do "meio do pelotão", com o seu quinto lugar na Alemanha sendo seu melhor resultado. Ele fez 69 pontos e encerrou o ano na sétima colocação, seu melhor resultado desde sua estreia na F1, e ficou acima de Sainz, o décimo colocado, por dezesseis pontos.
Em 2019, Hulk viu Sainz se transferir para a McLaren, e passou a ter Daniel Ricciardo como novo companheiro de equipe. O australiano vinha de ótimas temporadas na Red Bull, onde obteve sete vitórias. Quando perguntado por um fã sobre sua reação à chegada de Ricciardo, Hülkenberg ironizou, dizendo estar "arrasado" e se sentir "no chão". Mas Nico teve um ano difícil na equipe francesa, que tinha falhas e problemas de confiabilidade, que faziam com que o alemão não conseguisse se aproximar do Top-10. Seu contrato estava previsto para durar cinco temporadas, mas ele foi dispensado da equipe em setembro de 2019, com o francês Esteban Ocon o substituindo. Nico terminou a temporada em décimo quarto, somando 37 pontos. Ele chegou a ser cotado em equipes como a Haas e a Red Bull, mas acabou ficando sem vaga de titular para 2020.

### Racing Point (2020)
Em 2020, Hülkenberg substituiu Sergio Pérez na Racing Point nos Grandes Prêmios da Grã-Bretanha e do 70.º Aniversário, após Pérez testar positivo para COVID-19. Ele também substituiu o companheiro de equipe de Pérez, Lance Stroll, antes do treino classificatório para o Grande Prêmio de Eifel, depois que o canadense havia ficado de fora do último treino livre depois de se sentir mal.

### Aston Martin (2021—2022)
Para a temporada de 2021, Hülkenberg se tornou piloto reserva e de desenvolvimento da equipe Aston Martin (antiga Racing Point).
Depois de continuar como piloto reserva da equipe para a temporada de 2022, ele substituiu Sebastian Vettel nas duas primeiras corridas do campeonato, o Grande Prêmio do Barém e o Grande Prêmio da Arábia Saudita, após Vettel testar positivo para COVID-19.

### Haas (2023–2024)

#### 2023

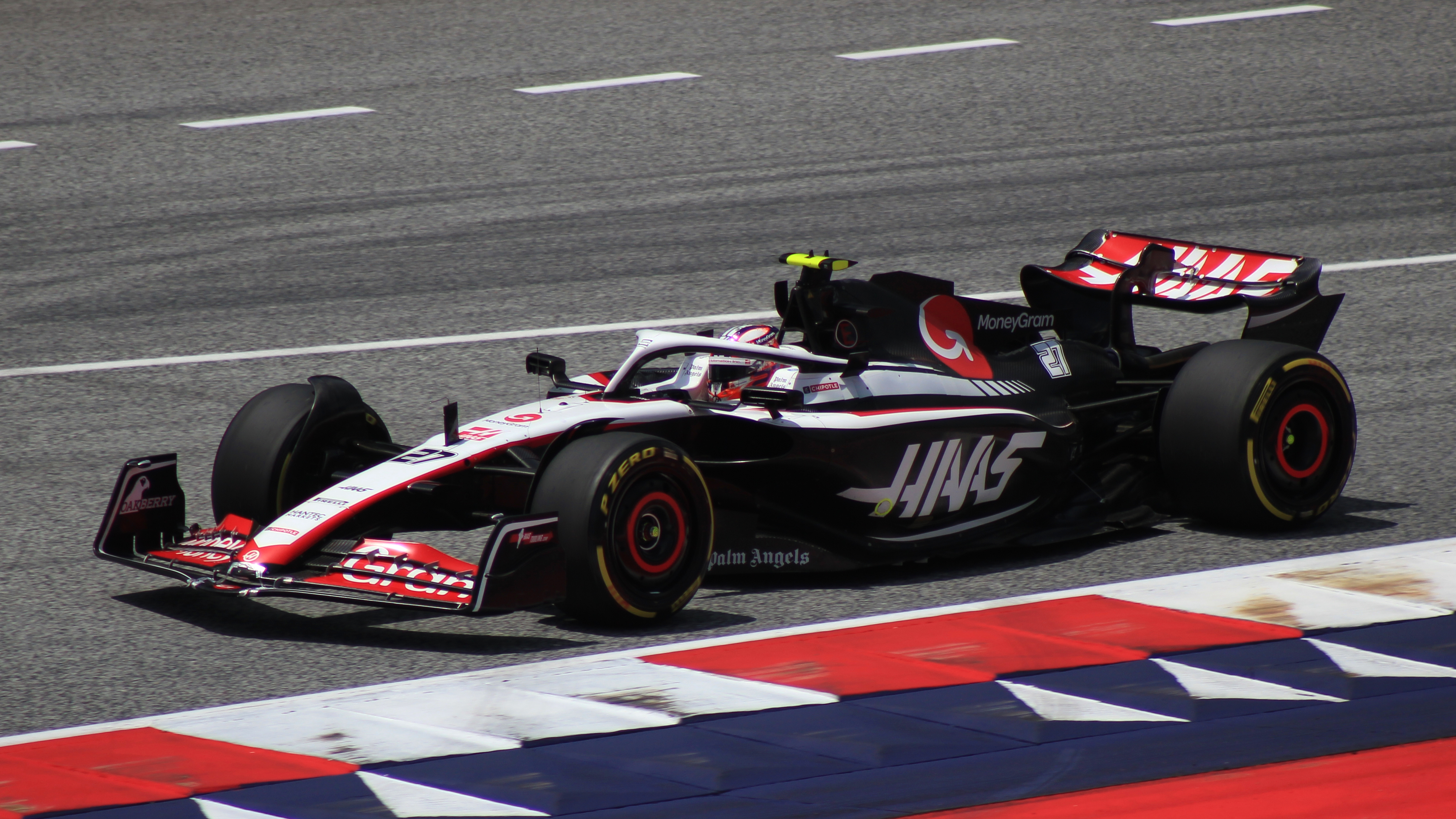
Hülkenberg no

Em novembro de 2022, foi confirmado que Hülkenberg dirigiria em tempo integral com a Haas F1 Team durante 2023, em parceria com Kevin Magnussen e substituindo o compatriota alemão Mick Schumacher. A primeira corrida no Grande Prêmio do Bahrein viu Hülkenberg se qualificar em décimo e terminar em décimo quinto, atrás de seu companheiro de equipe Magnussen. Ele também recebeu uma penalidade de quinze segundos por exceder os limites da pista, o que acabou não afetando sua posição final na corrida.
No Grande Prêmio da Austrália, Hülkenberg se beneficiou do incidente na curva um na volta 57, rodando em quarto quando a terceira das três bandeiras vermelhas durante a corrida foi mostrada; no entanto, ele foi rebaixado para sétimo depois que foi determinado que os pilotos retornariam às suas posições anteriores antes da bandeira vermelha final. Haas apresentou um protesto sem sucesso após a corrida.
No Grande Prêmio do Canadá, Hülkenberg qualificou-se em segundo lugar em uma sessão de qualificação molhada, na qual se beneficiou quando Oscar Piastri, da McLaren, caiu no início da sessão de qualificação, o que trouxe a bandeira vermelha. O resto da grelha não conseguiu melhorar a sua qualificação porque a chuva ficou mais forte no reinício da sessão. No entanto, Hülkenberg foi punido com três posições no grid por infração com bandeira vermelha e começou a corrida na quinta posição. Na corrida, o desgaste excessivo dos pneus e o momento infeliz de um safety car fizeram com que ele terminasse em 15º. No Grande Prêmio da Áustria, Hülkenberg qualificou-se em um impressionante 4º lugar para o Sprint em piso molhado. O Sprint, também disputado em piso molhado, viu-o conquistar o 2º lugar na primeira volta, mas acabou por terminar em 6º, garantindo 3 pontos cruciais para a difícil equipa Haas, que os levou ao 7º lugar na classificação de Construtores. Para a prova principal, Hülkenberg qualificou-se em um impressionante 8º lugar, mas teve que abandonar no início da corrida devido a um problema no motor.
Até as férias de verão, Hülkenberg havia se classificado entre os 10 primeiros por impressionantes 6 vezes, em comparação com a aparência singular de seu companheiro de equipe. No entanto, a luta da Haas com o desgaste dos pneus ao longo da temporada significou que nem ele nem a Haas conseguiram aumentar sua contagem de pontos desde a Áustria, com a equipe estadunidense caindo para 8º no campeonato de construtores. 
Hülkenberg terminou em 16º no campeonato com 9 pontos contra 3 do companheiro de equipe Magnussen. Apesar da baixa pontuação, ele foi elogiado por seu desempenho na qualificação, durante a temporada ele se classificou entre os dez primeiros 11 vezes (3 vezes na qualificação sprint e 8 vezes na qualificação normal), embora ele estivesse fora do cargo de tempo integral há três temporadas.

#### 2024

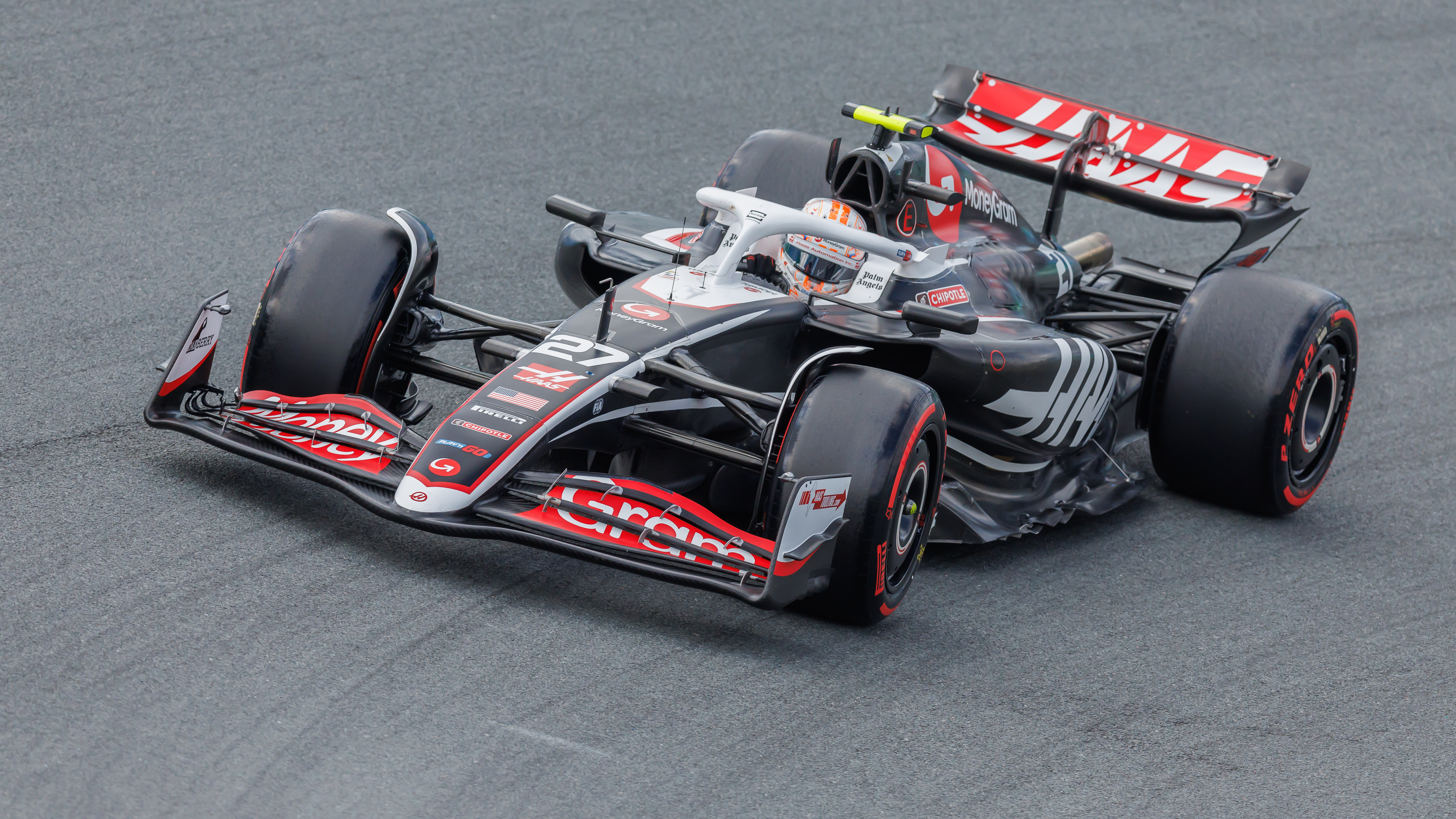
Hülkenberg durante o GP dos Países Baixos de 2024

Em agosto de 2023, a Haas anunciou a renovação contratual de Hülkenberg e Magnussen para a temporada de 2024.  Ele conquistou seu primeiro ponto da temporada ao terminar em décimo no GP da Arábia Saudita de 2024 com a ajuda de uma forte defesa de seu companheiro de equipe. A boa fase seguiu pelo resto do ano, graças a uma melhora no carro da Haas, que ajudou tanto Hülkenberg quanto Magnussen a aparecer com mais frequência nas fases finais das classificações e a pontuar nas corridas. Antes do final da temporada 2024, Hülkenberg já tinha conseguido três vezes mais pontos do que o total obtido no ano anterior. Terminou o ano em décimo primeiro, após ter pontuado em dez das vinte e quatro etapas e computado 41 pontos, mais que o dobro dos obtidos por Magnussen, que deixou a F1 ao final da temporada. E seus resultados ajudaram a colocar a Haas em sétimo lugar no campeonato de construtores, melhor resultado desde 2018.

### Retorno para a Sauber (2025)

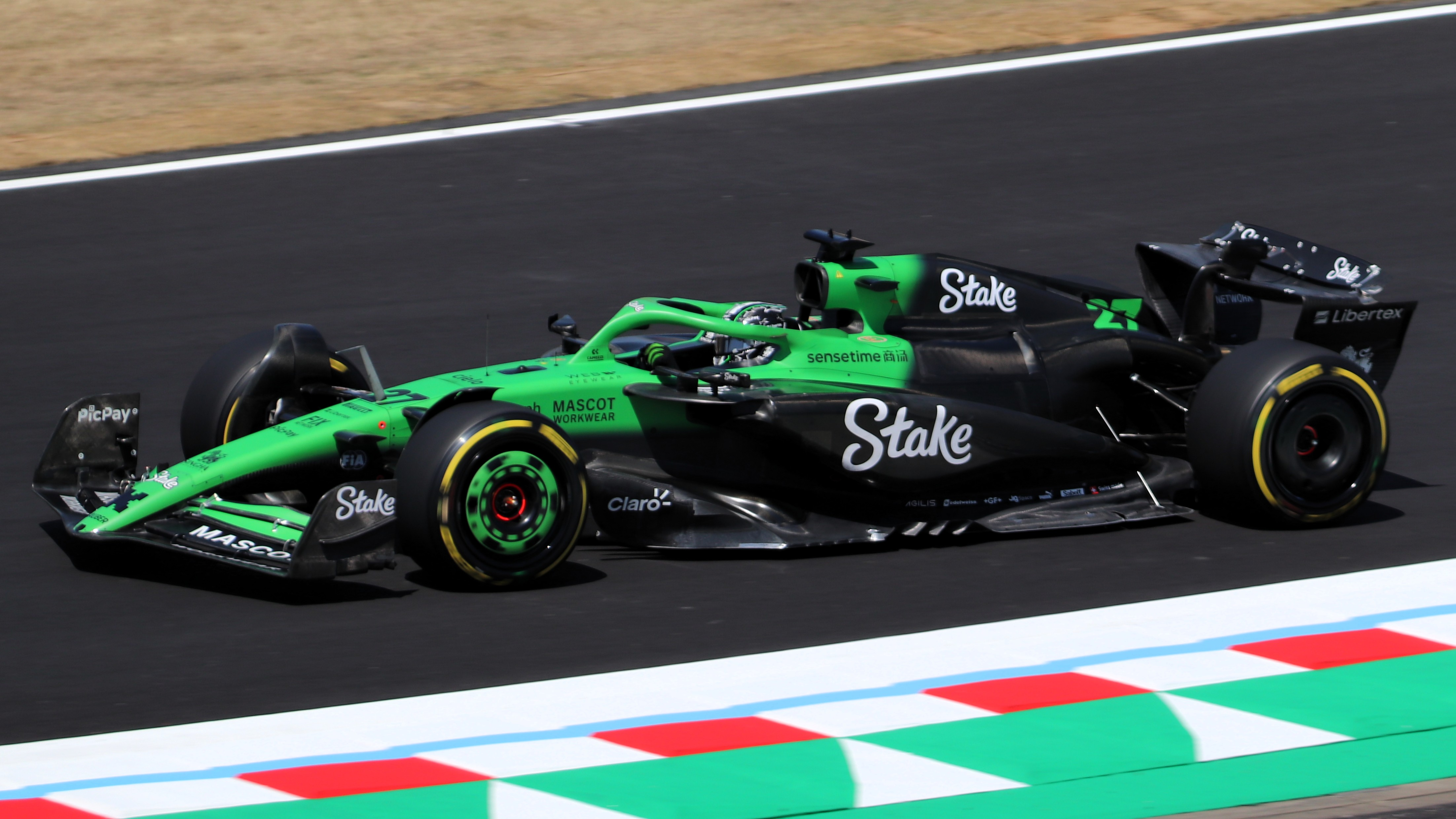
Hülkenberg durante a sessão de treinos livres do

Em abril de 2024, Hülkenberg assinou um acordo multianual com a Audi, que adquiriu a Sauber para transformá-la na Audi F1 Team em 2026. Com isso, ele competirá pela Sauber na temporada de 2025, retornando assim para a equipe que ele havia pilotado pela última vez em 2013. Seu companheiro é o estreante brasileiro Gabriel Bortoleto, que vem de dois títulos consecutivos na F2 e F3. Já em sua primeira corrida, na Austrália, Hülkenberg conseguiu superar as pontuações que a Sauber obteve em todas as corridas das temporadas de 2024, 2017, 2016 e 2014, ao terminar em sétimo lugar e obter seis pontos. Mas o alemão viria a superar esse resultado ao ser quinto colocado no GP da Espanha, se beneficiando das atualizações da equipe e de uma punição sofrida por Max Verstappen. Pontuou novamente no Canadá e na Áustria, mas na Grã-Bretanha, se destacou ao conquistar seu primeiro pódio da carreira, quando chegou em terceiro lugar após largar de décimo nono.

## Le Mans

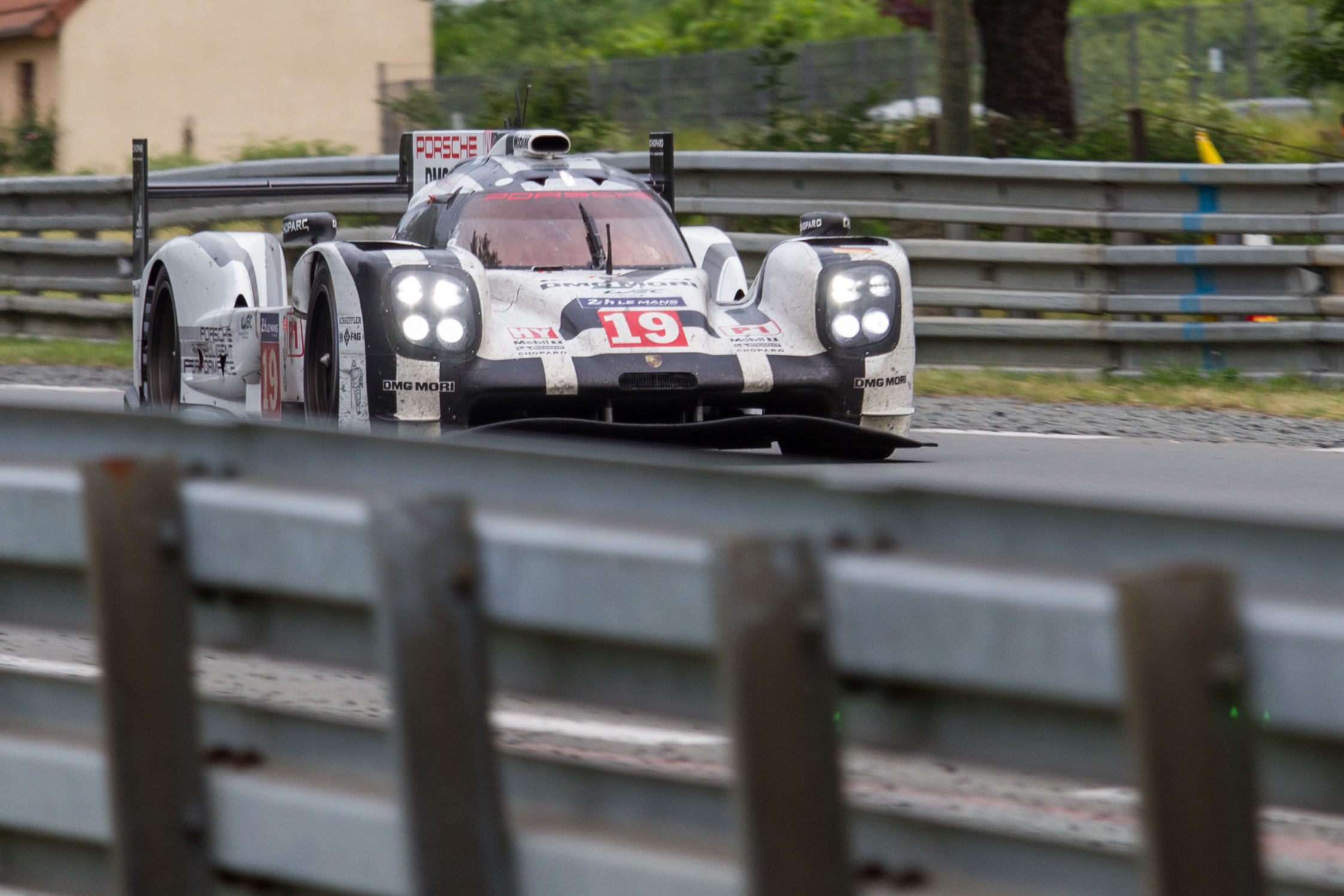
Hülkenberg nas 24 Horas de Le Mans de 2015 com o Porsche 919 Hybrid

Em 14 de junho de 2015, Hülkenberg venceu as 24 Horas de Le Mans guiando um Porsche 919 Hybrid em parceria com Nick Tandy e Earl Bamber. Sua vitória em Le Mans foi a primeira de um piloto em atividade na Fórmula 1 desde 1991 com Johnny Herbert e Bertrand Gachot.

## Recorde indigesto
Até o Grande Prêmio da Grã-Bretanha de 2025, Nico Hülkenberg era o piloto que havia mais disputado corridas sem subir no pódio. Eram 239 Grandes Prêmios de Fórmula 1 sem sequer um terceiro lugar, com seus melhores resultados sendo três quartos lugares, duas voltas mais rápidas e uma pole position.
“Como o piloto da Fórmula 1 na história com o maior número de largadas sem um pódio, você também precisa ser um perdedor justo”, disse ele à revista No Sport.
Uma da suas maiores chances de conquistar o pódio foi no Grande Prêmio da Alemanha de 2019. Nico vinha em quarto depois de ter sido ultrapassado por Valtteri Bottas e Lewis Hamilton, sendo que Lewis tinha 5 segundos de punição a cumprir. Mas na 39ª volta, Nico perdeu o controle do carro na última curva ficando preso na caixa de brita. Essa teria sido sua última chance de pódio na Fórmula 1, mas ele retornou à categoria em tempo integral a partir de 2022 pela Haas.
Em 6 de julho de 2025, Hülkenberg finalmente encerra o jejum ao conquistar o terceiro lugar no Grande Prêmio da Grã-Bretanha. Com isso, o recorde de pilotos com mais corridas sem subir no pódio volta a ser de seu compatriota Adrian Sutil.

## Registros na carreira

### Resultados na GP2 Asia Series
Legenda: (Corridas em negrito indicam pole position); (Corridas em itálico indicam volta mais rápida)
| Temporada | Equipe         | 1       | 2       | 3       | 4       | 5         | 6         | 7         | 8         | 9       | 10      | 11      | 12      | Classificação | Pontos |
| --------- | -------------- | ------- | ------- | ------- | ------- | --------- | --------- | --------- | --------- | ------- | ------- | ------- | ------- | ------------- | ------ |
| 2008-09   | ART Grand Prix | CHN FEA | CHN SPR | UAE FEA | UAE SPR | BAR FEA 4 | BAR SPR 4 | CAT FEA 1 | CAT SPR 3 | MAL FEA | MAL SPR | BAR FEA | BAR SPR | 6º            | 27     |

### Resultados na GP2
Legenda: (Corridas em negrito indicam pole position); (Corridas em itálico indicam volta mais rápida)
| Temporada | Equipe         | 1         | 2          | 3         | 4         | 5         | 6         | 7         | 8         | 9         | 10        | 11        | 12        | 13        | 14        | 15        | 16          | 17        | 18        | 19        | 20         | Classificação | Pontos |
| --------- | -------------- | --------- | ---------- | --------- | --------- | --------- | --------- | --------- | --------- | --------- | --------- | --------- | --------- | --------- | --------- | --------- | ----------- | --------- | --------- | --------- | ---------- | ------------- | ------ |
| 2009      | ART Grand Prix | ESP FEA 9 | ESP SPR 14 | MON FEA 5 | MON SPR 3 | TUR FEA 5 | TUR SPR 4 | GBR FEA 3 | GBR SPR 5 | ALE FEA 1 | ALE SPR 1 | HUN FEA 1 | HUN SPR 7 | VAL FEA 2 | VAL SPR 1 | BEL FEA 2 | BEL SPR Ret | ITA FEA 6 | ITA SPR 3 | ALG FEA 1 | ALG SPR 16 | 1º            | 100    |

### Resultados na Fórmula 1
Legenda: (Corridas em negrito indicam pole position); (Corridas em itálico indicam volta mais rápida)
| Temporada | Equipe                                | Chassis            | Motor                               | 1       | 2       | 3       | 4       | 5       | 6       | 7       | 8       | 9        | 10      | 11      | 12     | 13      | 14      | 15      | 16      | 17      | 18      | 19     | 20      | 21      | 22     | 23       | 24    | Class. | Pontos |
| --------- | ------------------------------------- | ------------------ | ----------------------------------- | ------- | ------- | ------- | ------- | ------- | ------- | ------- | ------- | -------- | ------- | ------- | ------ | ------- | ------- | ------- | ------- | ------- | ------- | ------ | ------- | ------- | ------ | -------- | ----- | ------ | ------ |
| 2010      | AT&T Williams                         | Williams FW32      | Cosworth CA2010 2.4 V8              | BAR 14  | AUS Ret | MAL 10  | CHN 15  | ESP 16  | MON Ret | TUR 17  | CAN 13  | EUR Ret  | GBR 10  | ALE 13  | HUN 6  | BEL 14  | ITA 7   | SIN 10  | JAP Ret | COR 10  | BRA 8   | ABU 16 |         |         |        |          |       | 14º    | 22     |
| 2011      | Force India F1 Team                   | Force India VJM04  | Mercedes FO 108Y 2.4 V8             | AUS AT  | MAL AT  | CHN AT  | TUR AT  | ESP AT  | MON     | CAN AT  | EUR AT  | GBR AT   | ALE AT  | HUN AT  | BEL AT | ITA AT  | SIN     | JAP AT  | KOR     | IND     | ABU     | BRA AT |         |         |        |          |       | -      | -      |
| 2012      | Sahara Force India F1 Team            | Force India VJM05  | Mercedes FO 108Z 2.4 V8             | AUS Ret | MAL 9   | CHN 15  | BAR 12  | ESP 10  | MON 8   | CAN 12  | EUR 5   | GBR 12   | ALE 9   | HUN 11  | BEL 4  | ITA Ret | SIN 14  | JAP 7   | COR 6   | IND 8   | ABU Ret | EUA 8  | BRA 5   |         |        |          |       | 11º    | 63     |
| 2013      | Sauber F1 Team                        | Sauber C32         | Ferrari 056 2.4 V8                  | AUS DNS | MAL 8   | CHN 10  | BAR 12  | ESP 15  | MON 11  | CAN Ret | GBR 10  | ALE 10   | HUN 11  | BEL 13  | ITA 5  | SIN 9   | COR 4   | JAP 6   | IND 19  | ABU 14  | EUA 6   | BRA 8  |         |         |        |          |       | 10º    | 51     |
| 2014      | Sahara Force India F1 Team            | Force India VJM07  | Mercedes PU106A Hybrid 1.6 V6 t     | AUS 6   | MAL 5   | BAR 5   | CHN 6   | ESP 10  | MON 5   | CAN 5   | AUT 9   | GBR 8    | ALE 7   | HUN Ret | BEL 10 | ITA 12  | SIN 9   | JAP 8   | RUS 12  | EUA Ret | BRA 8   | ABU 6  |         |         |        |          |       | 9º     | 96     |
| 2015      | Sahara Force India F1 Team            | Force India VJM08  | Mercedes PU106B Hybrid 1.6 V6 t     | AUS 7   | MAL 14  | CHN Ret | BAR 13  | ESP 15  | MON 11  | CAN 8   | AUT 6   | GBR 7    | HUN Ret | BEL NL  | ITA 7  | SIN Ret | JAP 6   | RUS Ret | EUA Ret | MEX 7   | BRA 6   | ABU 7  |         |         |        |          |       | 10º    | 58     |
| 2016      | Sahara Force India F1 Team            | Force India VJM09  | Mercedes PU106C Hybrid 1.6 V6 t     | AUS 7   | BAR 15  | CHN 15  | RUS Ret | ESP Ret | MON 6   | CAN 8   | EUR 9   | AUT 19   | GBR 7   | HUN 10  | ALE 7  | BEL 4   | ITA 10  | SIN Ret | MAL 8   | JAP 8   | EUA Ret | MEX 7  | BRA 7   | ABU 7   |        |          |       | 9º     | 72     |
| 2017      | Renault Sport F1 Team                 | Renault R.S.17     | Renault R.E.17 1.6 V6 t             | AUS 11  | CHN 12  | BAR 9   | RUS 8   | ESP 6   | MON Ret | CAN 8   | AZE Ret | AUT 13   | GBR 6   | HUN 17  | BEL 6  | ITA 13  | SIN Ret | MAL 16  | JAP Ret | EUA Ret | MEX Ret | BRA 10 | ABU 6   |         |        |          |       | 10º    | 43     |
| 2018      | Renault Sport F1 Team                 | Renault R.S.18     | Renault R.E.18 1.6 V6 t             | AUS 7   | BAR 6   | CHN 6   | AZE Ret | ESP Ret | MON 8   | CAN 7   | FRA 9   | AUT Ret  | GBR 6   | ALE 5   | HUN 12 | BEL Ret | ITA 13  | SIN 10  | RUS 12  | JAP Ret | EUA 6   | MEX 6  | BRA Ret | ABU Ret |        |          |       | 7º     | 69     |
| 2019      | Renault F1 Team                       | Renault R.S.19     | Renault E-Tech 19 1.6 V6 t          | AUS 7   | BAR 17  | CHN Ret | AZE 14  | ESP 13  | MON 13  | CAN 7   | FRA 8   | AUT 13   | GBR 10  | ALE Ret | HUN 12 | BEL 8   | ITA 5   | SIN 9   | RUS 10  | JAP DSQ | MEX 10  | EUA 9  | BRA 15  | EAU 12  |        |          |       | 14º    | 37     |
| 2020      | BWT Racing Point F1 Team              | Racing Point RP20  | BWT Mercedes 1.6 V6 t               | AUT -   | EST -   | HUN -   | GBR NL  | 70 7    | ESP -   | BEL -   | ITA -   | TOS -    | RUS -   | EIF 8   | POR -  | EMI -   | TUR -   | BAR -   | SKR -   | ABU -   |         |        |         |         |        |          |       | 15º    | 10     |
| 2022      | Aston Martin Aramco Cognizant F1 Team | Aston Martin AMR22 | Mercedes M13 E Performance 1.6 V6 t | BAR 17  | ARA 12  | AUS NP  | EMI NP  | MIA NP  | ESP NP  | MON NP  | AZE NP  | CAN NP   | GBR NP  | AUT NP  | FRA NP | HUN NP  | BEL NP  | PBS NP  | ITA NP  | SIN NP  | JAP NP  | EUA NP | CMX NP  | SAO NP  | ABU NP |          |       | 22.º   | 0      |
| 2023      | Haas F1 Team                          | Haas VF-23         | Ferrari 066/10 V6 t                 | BHR 15  | SAU 12  | AUS 7   | AZE 17  | MIA 15  | MON 17  | ESP 15  | CAN 15  | AUT Ret6 | GBR 13  | HUN 14  | BEL 18 | NED 12  | ITA 17  | SIN 13  | JPN 14  | QAT 16  | USA 11  | MXC 13 | SAP 12  | LAS 19† | ABU 15 |          |       | 16.º   | 9      |
| 2024      | Haas F1 Team                          | Haas VF-24         | Ferrari 066/12 V6 t                 | BHR 16  | SAU 10  | AUS 9   | JPN 11  | CHN 10  | MIA 117 | EMI 11  | MON Ret | CAN 11   | ESP 11  | AUT 6   | GBR 6  | HUN 13  | BEL 17  | NED 11  | ITA 17  | AZE 11  | SIN 9   | USA 8  | MXC 9   | SAP DSQ | LAS 8  | QAT Ret7 | ABU 8 | 11º    | 41     |
| 2025*     | Stake F1 Team Kick Sauber             | Kick Sauber C45    | Ferrari                             | AUS 7   | CHN 15  | JPN 16  | BHR DSQ | SAU 15  | MIA 14  | EMI 12  | MON 16  | ESP 5    | CAN 8   | AUT 9   | GBR 3  |         | HUN 13  | NED     | ITA     | AZE     | SIN     | USA    | MXC     | SAP     | LAS    | QAT      | ABU   | 11º*   | 37     |

Notas
* Temporada ainda em andamento.

### Resultados nas 24 Horas de Le Mans
| Ano  | Time         | Pilotos                | Carro              | Classe | Voltas | Pos. | Class Pos. |
| ---- | ------------ | ---------------------- | ------------------ | ------ | ------ | ---- | ---------- |
| 2015 | Porsche Team | Nick Tandy Earl Bamber | Porsche 919 Hybrid | LMP1   | 395    | 1°   | 1°         |

### Resultados no Mundial de Endurance
| Ano  | Participante | Classe | Chassis            | Motor                           | 1   | 2     | 3     | 4   | 5   | 6   | 7   | 8   | Pos. | Pontos |
| ---- | ------------ | ------ | ------------------ | ------------------------------- | --- | ----- | ----- | --- | --- | --- | --- | --- | ---- | ------ |
| 2015 | Porsche Team | LMP1   | Porsche 919 Hybrid | Porsche 2.0 L Turbo V4 (Hybrid) | SIL | SPA 6 | LMS 1 | NÜR | COA | FUJ | SHA | BAR | 9º   |        |